# 常滑市立常滑東小学校
常滑市立常滑東小学校（とこなめしりつ とこなめひがししょうがっこう）は、愛知県常滑市の公立小学校。

## 概要
- 仲井、西梨木、椎垂木、蛇廻間、運内、耳切、黒山、北古千代、南古千代、奥夏敷、南飛渡、飛渡川、乳母子、南蛇廻間、池田川、菅場、折戸、古千代、中千代、椎池、乙田、古社、千代、鳥根、柴山、二ノ田、瀬木町2-4丁目、千代ケ丘2丁目の一部、千代ケ丘3-5丁目、飛香台が校区であり、公立中学校の進学先は常滑市立常滑中学校である[1]。
- 常滑市立常滑小学校はマンモス校化の解消のため、1980年に常滑市立常滑西小学校と常滑市立常滑東小学校に分割された。常滑東小学校は新設された小学校であり、常滑西小学校は、常滑小学校の敷地及び歴史を引き継いでいる。
- 常滑東小学校の敷地は、1979年10月に現在地に移転した旧・常滑市立常滑中学校の敷地である。校舎の一部（東館（1962年建築）、北館（1971年建築）、南館（1973年建築））は、旧・常滑中学校の校舎を転用している。
- 2011年に校区に都市再生機構の常滑ニュータウン（飛香台）が分譲されたことにより、児童数が急激に増加。2014年には校区の一部（錦町3・4丁目、陶郷町1・2丁目、長田、小森、脇田口、斧口、長間、広内、萱苅口、千代ケ丘1丁目、千代ケ丘2丁目の一部、奥条4-7丁目、奥栄町、かじま台、大曽町、椎田奥、草木奥、椎草南割、中椎田、 椎田口、石窯、樋掛、池田口、社辺、古道、古道東割、高坂、大 窯、大曽、花狭間、上納、平池、二ノ割、一ノ割、庄兵衛新田、 堕星、長峰一ノ切、長峰二ノ切、長峰三ノ切、長峰四ノ切、中大 流、下隅、天竺、大流天竺口、酉新田、大流、新池、白山町）を常滑西小学校校区へ変更する処置がとられた。将来の児童数増加が予想されることもあり、2015年には常滑市教育委員会に「常滑東小学校児童数増加に伴うあり方検討委員会」を設置。様々な対策が検討された[2]。

## 沿革
- 1980年（昭和55年）
  - 4月1日 - 常滑市立常滑小学校が常滑市立常滑西小学校と常滑市立常滑東小学校に分割される。常滑市立常滑東小学校が新設される。
  - 4月4日 - 開校式を行う。
- 2006年（平成18年）10月6日 - 校舎、屋内運動場の耐震補強工事が完了する。
- 2014年（平成26年）4月1日 - 常滑西小学校との間で校区の変更を行い、常滑東小学校校区の一部が常滑西小学校校区に移る。
- 2018年（平成30年）3月 - 校舎を増築する。

## 交通アクセス
- 知多バス半田・常滑線「長峰」バス停より徒歩約12分。

## 周辺施設
- 常滑市立常滑西小学校
- とこなめ陶の森
- 常滑市立瀬木保育園
- 常滑市立常石保育園
- INAXライブミュージアム